# Ivan Bilský
Ivan Bilský (Šenkvice, 16 luglio 1955 – 22 gennaio 2016) è stato un calciatore cecoslovacco.